# Montebello (geslacht)
Montebello is een geslacht van spinnen uit de familie bodemzakspinnen (Liocranidae).

## Soorten
De volgende soorten zijn bij het geslacht ingedeeld:
- Montebello tenuis Hogg, 1914